# Gianfranco Polillo
Gianfranco Polillo (Roma, 9 gennaio 1944) è un economista e politico italiano, vice segretario del Partito Repubblicano Italiano, sottosegretario al Ministero dell'economia e delle finanze del Governo Monti dal 2011 al 2013.
È attualmente presidente di Enel Stoccaggi e membro del Consiglio di Amministrazione della SVIMEZ,. Collabora con Il Sole 24 Ore e altri quotidiani.

## Biografia
Laureato in Economia, con una tesi di laurea discussa con il prof. Federico Caffè, prima di diventare sottosegretario aveva già ricoperto altri incarichi istituzionali, tra cui quello di Capo del Dipartimento per gli Affari Economici, quello di segretario di diverse commissioni parlamentari, di consigliere economico per il gruppo parlamentare del Popolo della Libertà alla Camera dei deputati, di funzionario della Camera.
Quando ricopriva l'incarico di sottosegretario nel governo Monti, fu spesso al centro di polemiche per via di sue dichiarazioni: è stato infatti uno dei più presenti sulla scena dei talk show televisivi di argomento politico.
Il 3 febbraio 2012, durante la trasmissione radiofonica La Zanzara, si augurò l'elezione dell'ex premier Silvio Berlusconi alla Presidenza della Repubblica affermando che la sua discesa in campo, nelle elezioni politiche del 1994, avesse salvato la democrazia italiana.
Il 19 giugno 2012 sostenne che sarebbe necessario ridurre di una settimana la durata complessiva dei periodi di ferie, per ottenere un impatto positivo sul Pil, da lui stimata in circa un punto percentuale, pari a circa a 14-15 miliardi di euro. Non vi erano però evidenze di studi a sostegno dell'idea che non si tradusse - comunque - in iniziativa normativa.
Il 21 settembre 2012 in un talk-show ha dichiarato di essere titolare di una pensione da circa 20 000 euro lordi mensili aggiungendo di fare meno ferie di un metalmeccanico non diplomato.
In un editoriale su La Stampa il giornalista Massimo Gramellini lo ha definito "il sottosegretario all'Economia con delega alle chiacchiere".
Il 9 ottobre 2012 durante la trasmissione Ballarò, ha annunciato l'imminente riduzione di un punto dell'aliquota impositiva per i primi due scaglioni dell'Irpef. Palazzo Chigi si è affrettato a diffondere immediatamente una smentita, letta in diretta a Ballarò, anche se la suddetta riduzione è stata poi confermata.